# Municipio de Xicotepec
El municipio de Xicotepec (del nahuatl: xico; tepec ‘jicote, abejorro; lugar’‘Lugar de jicotes’) es uno de los 217 municipios que conforman al estado mexicano de Puebla. Se ubica dentro de la Sierra norte de Puebla y pertenece a la primera región del estado. Su cabecera es la ciudad de Xicotepec de Juárez, la cual es reconocida por la Secretaría de Turismo de México como pueblo mágico.

## Heráldica
El glifo es un dibujo indígena de origen náhuatl muestra dos principales figuras; la forma verde que representa un cerro, y sobre la representación de un jicote.
Es necesario aclarar que el Glifo es la representación gráfica del significado que se le da al nombre de la ciudad, por ello, da a entender que Xicotepec es el cerro de los jicotes (o abejorros).

## Geografía física

### Ubicación

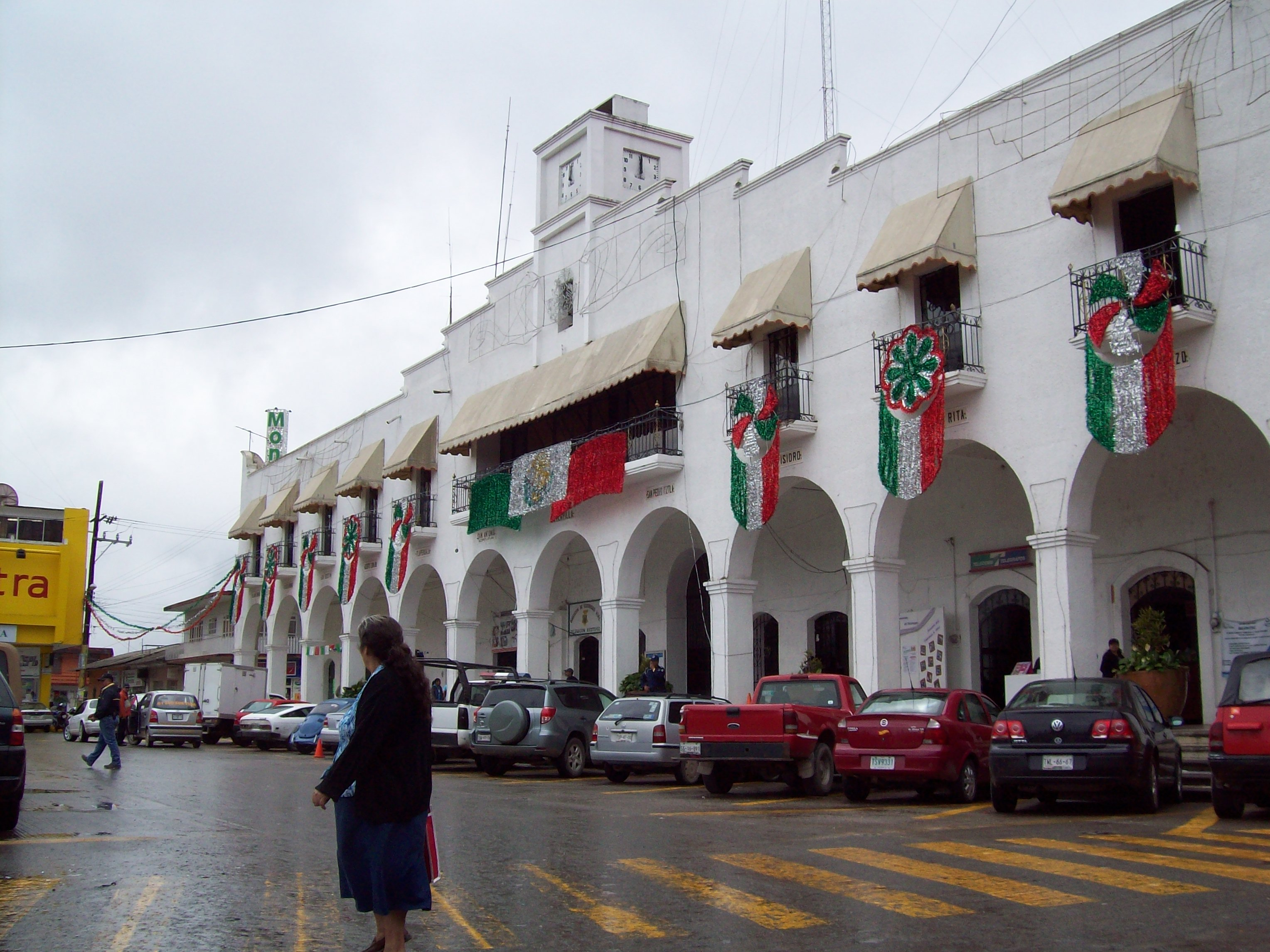
Palacio municipal de Xicotepec

El municipio de Xicotepec abarca un área de 312.3 km², se localiza entre los ríos San Marcos y Necaxa, y se ubica dentro de la Sierra norte de Puebla, que pertenece a la Sierra Madre Oriental. Sus coordenadas geográficas son: 20º 17' latitud norte y 97º57' longitud oeste. La altitud del municipio está comprendida entre 300 a 1155 m s. n. m. Al norte, limita con el Municipio de Jalpan; al sur, con el municipio de Tlaola; al oriente con los de Zihuateutla y Juan Galindo, y al poniente, con el de Tlacuilotepec.

### Orografía
La orografía de Xicotepec da lugar a montañas, valles y mesetas; en todo el municipio se aprecian dos formas características de relieve: La zona accidentada que abarca el 90% de la superficie del Municipio y la zona semiplana que abarca solo el 10% se localiza en la parte noroeste, y corresponde a la planicie costera del Golfo de México. En la Cabecera, se encuentran los cerros que circundan la ciudad, El Xicotepec, al norte; El Mextlepec, al sur; y el Cacalotépetl, al noroeste.

### Topografía
La Cabecera Municipal, está considerada de plana accidentada, con áreas que representan grandes pendientes, mayores al 30%, como es el caso de la depresión de la Xochipila y parte sureste. Debido a la presencia de montañas en toda la zona, se forman ecotipos diferentes. el Municipio está situado en zona asisimica del país por lo que no se registran movimientos telúricos.

### Hidrología
El Municipio de Xicotepec, por estar en la vertiente del golfo de México, cuenta con numerosos escurrimientos, y es beneficiado por los vientos alisios y las corrientes marinas provenientes del Golfo, cuyas precipitaciones caen desde las partes más bajas a las partes más altas. Los ríos más importantes son: El de San Marcos y El Necaxa. La gran cantidad de manantiales de agua apta para consumo humano diseminados por el Municipio, entre los que se encuentra uno, termal, son la causa de diversos arroyos y arroyuelos intermitentes. Los arroyos más importantes son: El Apatlauco, El Cilima, El Xolintla, El Nextlalpan, El Magdalena, y el Tlaxcalantongo. En la ciudad existen manantiales llamados Los Tezontles; El Cilima; El Tarro; La Tejería; Los Lavaderos; La Pagua; Duraznotla y Xochipila, los que contribuyen al aumento del caudal de los arroyuelos intermitentes que atraviesan la población por cauces naturales que desembocan en la Xochipila. La precipitación pluvial media anual es de 2720 mm, llueve todo el año, el periodo de lluvias más intenso se presenta de junio a octubre.

### Clima
La variabilidad de altitudes existentes en el municipio, provocan dos tipos de clima y dos microclimas, o subgrupos climáticos en función de la precipitación pluvial, temperatura, y presión atmosférica de cada lugar. Los climas principales son:
- Cálido húmedo: De 300 a 800 m s. n. m. En esta altitud existe un microclima, localizado a partir de Tulancinguillo, que corre hacia la parte baja del Tabacal y sigue por la Chivería y río San Marcos. s
- Semi cálido húmedo: De 800 a 1230 m s. n. m. En estas altitudes se localiza otro microclima a partir de la parte oriente del cerro Xicotepec y corre hacia la depresión de la Xochipila y continúa por Los Perales, Duraznotla, La Rivera, por el cerro Mextépetl, hasta San Agustín Atlihuacan, este es de Templado húmedo. La temperatura media en el Municipio es de 25 °C., y la mínima extrema es de 18 °C. Días del año con tormentas eléctricas, de 20 a 50, con heladas de 0 a 5 días; el mes de enero es el de máxima recurrencia de heladas.

## Naturaleza

### Flora
La vegetación está conformada por selva alta perennifolia secundaria, pastizal cultivado, pastizal inducido, bosque mesofilo de montaña, bosque de ocozote, bosque de encino, bosque de encino-pino.
Plantas curativas y de ornato: camelia, gardenia, agapando, hortensia, azalea, azucena, alcatraz, begonia, malvón, orquídea, anturio, lirio, rosa, bugambilia, glosínea, primavera, cempasúchil, cempiterna, mano de león, velo de novia, entre otros.
Esta región poblana es rica en producción de fruta, como por ejemplo chirimoya, guanábana, mamey, guayaba, jícama, plátano, zapote, lima, limón real, camote, calabaza, chayote, granada, zarzamora, piña, papaya, chico zapote; la pitahaya, maracuyá y la nuez de macadamia han sido introducidos en la agricultura local, pero lo que más es reconocido es el café.[cita requerida]

### Fauna
- Mamíferos: Gato montes, conejo, armadillo, tlacuache, zorro, coyote, murciélagos, tejón, mapache, tepezcuincle, ardilla, comadreja, marta
- Ganado: bovino, porcino, asnar, ovino, caprino, mular
- Especies de aves: gavilán, zopilotes, primaveras, clarín, papan y papan real, colibrís, gorriones, tordos, golondrinas, palomas, pichones, papanes, cotorras
- Piscicultura: Trucha, huevina, cholote o pez gato, anguila, chacales (especie de cangrejo de agua dulce), acamayas

## Historia
Los primeros habitantes establecidos dentro de la región fueron grupos otomies, que se asentaron aproximadamente en el 300 a. C. Durante el siglo V fue habitado por pobladores totonacas provenientes de El Tajín.
En el año 1120 la región fue conquistada por Huemac, gobernante del pueblo tolteca, el cual lo convierte en un señorío. Cinco meses después este fue apropiado por tribus chichimecas que permanecieron durante más de cuarenta años en él, hasta que fue reconquistado por Metlaltoyuca en 1162. Aproximadamente en 1325 la tribu acolhua, dirigida por Tlachotla, invadió el territorio y lo integró a su señorío.
En 1432 el territorio era tributario de Texcoco, al cual pagaba con plumas de ave. Nezahualcóyotl le designó el señorío de Xicotepec a Quetzalpatzin.
El territorio fue ocupado por españoles en 1533, dos años después fue fundada la cabecera del municipio por frailes agustinos, que le dieron el nombre de San José de Xicotepec y como patrono le asignaron a San Juan Bautista. Al año siguiente fue constituido como ayuntamiento virreinal, abarcando los actuales municipios de Tamiahua, Jalpan y Pahuatlán.
En la actualidad Xicotepec es un pueblo turístico distinguido por su zona cafetalera. Un sitio del lugar es la Xochipila, un centro ceremonial dedicado a Teecchachalco, estaba dedicado al dios mexica xochipilli, dios solar de la vegetación, del agua, de la primavera, de la juventud y de la música.
Uno de los legados individuales de la tradición histórica y artística heredado de los medios cultos de la antigua sociedad indígena de Xicotepec es el códice, manuscrito pictográfico elaborado por indígenas entre los años 1564 y 1572, para conservar el acervo histórico propio y la memoria de las tradiciones, documento que hecha bajo interpretaciones erróneas con respecto de la verdad o falsedad de ciertas concepciones históricas.

### Cronología de los presidentes municipales
- Marco Antonio Hernández de la Vega	1972-1975
- Heleodoro Cabrera Lechuga	1975-1978
- René Valderrábano Lazo de la Vega	1978-1981
- Marco Antonio Fosado Ortíz	1981-1984
- Virgilo Márquez Vargas	1984-1987
- Ardelio Vargas Fosado	1987-1990
- J. Domingo Esquitín Lastiri	1990-1993
- Cándido Pérez Verduzco 1993
- Taurino Meléndez Zavaleta 1993-1996
- Profra. Zenorina González Ortega	1996-1999
- Benito Animas Arellano	1999-2001
- Emigdio Fosado Ortíz	2002-2005
- Carlos Barragán Amador	2005-2008
- Juan Carlos Valderrabano Vázquez	2008-2011
- Carlos Barragan Amador	2011-2014
- Juan Carlos Valderrabano Vázquez	2014-2018
- Laura Guadalupe Vargas Vargas 2018-2021
- Laura Guadalupe Vargas Vargas 2021-2024 (por reelección)
- Carlos Barragán Amador 2024-2027

## Política
El municipio de Xicotepec, está formado con 10 juntas auxiliares:
- Jalapilla
- San Pedro Ixtla
- Tlapehuala
- Gilberto Camacho (La Junta)
- Villa Ávila Camacho (La Ceiba)
- San Antonio Ocopetlatlán
- San Agustín Atlihuacan
- Tlaxcalantongo
- Santa Rita
- San Isidro

Igualmente está conformado por 18 rancherías:
- Ahuaxintitla
- San Lorenzo
- Atequexquitla
- El Jonote
- El Tepetate
- El Cajón
- Ixtepec
- El Tabacal
- La Magdalena
- Las Pilas
- Los Limones
- Los Naranjos
- Mecatlán
- Monte Grande
- Nactanca Grande
- Nactanca Chica
- Rancho Nuevo
- Tepapatlaxco
- Tulancinguillo
- Santa Cruz Grande
- Santa Cruz Chica

### Localidades
El municipio tiene un total de 101 localidades. Las principales localidades y su población son las siguientes:
| Localidad              | Población |
| ---------------------- | --------- |
| Total Municipio        | 71 454    |
| Xicotepec de Juárez    | 37 026    |
| Villa Ávila Camacho    | 9 158     |
| San Agustín Atlihuacán | 3 234     |
| Tlaxcalantongo         | 1 885     |
| Gilberto Camacho       | 1 595     |
| Santa Rita             | 1 385     |
| San Lorenzo            | 1 214     |

### Etnias
En el municipio, existen grupos de población indígena: totonacos, nahuas, otomíes y mestizos en Xicotepec, 
- San Antonio Ocopetlatlán, San Pedro Ixtla y Tlapehuala; nahuas y
- otomíes en Tlaxcalantongo;
- otomíes y totonacos en Ahuaxintitla, Atequexquitla y San Agustín Atlihuacan.

## Demografía
De acuerdo al último censo, realizado por el INEGI en 2010, en el municipio 75 601 habitantes, de los cuales 36 390 son hombres y 39 211 son mujeres. En comparación, de acuerdo al Conteo de Población y Vivienda realizado en 2005, la población del municipio era de 71 454 habitantes, de los cuales 34 534 eran hombres y 36 920 eran mujeres.
Las lenguas indígenas más habladas son: 
- Náhuatl (2,131 habitantes),
- Totonaco (1,049 habitantes) y
- Otomí (177 habitantes).

## Artesanías
Xicotepec es un importante productor de café, por lo que la bisutería a base de estas semillas es uno de los productos artesanales más relevantes de la región. Las pulseras y collares de café ofrecen un look orgánico que puede combinarse muy bien con telas como el lino y el algodón y podrás encontrarlas en las tiendas del centro. También se realizan artesanías con piedras de río y piedras de laja, así como productos de papel de China, papel maché y madera labrada.

## Patrimonio

### Zócalo
Uno de los lugares más visitados de la ciudad, su jardín central es uno de los más floridos en el estado de Puebla por la cantidad de flores plantadas todas ellas producidas por lugareños, árboles podados cuidadosamente para dar la forma de figuras humanas, animales y figuras geométricas, en su kiosco se reúnen bandas de música de viento que deleitan las tardes de domingo a los visitantes con sus melodiosas notas, y se pueden recorrer sus pasillos acompañados de la familia, disfrutando de un esquite, un elote preparado o un helado. En los portales, se puede disfrutar de una taza de aromático café producido en Xicotepec, en las cafeterías que se encuentran sobre los portales del zócalo, las cuales inundan el ambiente con el exquisito olor del café tostándose. Con el paso del tiempo se ha convertido en un lugar muy visitado por turistas sobre todo a partir desde que Xicotepec se convirtió en Pueblo Mágico, pero el zócalo es la atracción principal ya que en él se encuentran los árboles de figuras geométricas que hace de diferente a los demás también está el kiosco que en la parte baja alrededor de él se puede encontrar artesanías y en la parte media se organizan bailes de huapango donde se reúnen varias personas.

### Parroquia de San Juan Bautista
Conocida con anterioridad como la Parroquia del Calvario, la Parroquia de San Juan Bautista fue fundada en 1571 por los monjes agustinos; alberga catacumbas de cientos de moradores que vivieron entre los siglos XVI y XVII. La Parroquia se encuentra ubicada sobre la calle Iturbide y cuenta con un estilo gótico que se asemeja al de la famosa Catedral parisina de Notre Dame. La edificación, que domina el paisaje de Xicotepec con sus impresionantes torres, está dedicada al patrono de la ciudad "San Juan Bautista", al que se le celebra cada 24 de junio; día que es visitada por muchas personas devotas.

### Casa Carranza
Venustiano Carranza nació el 29 de diciembre de 1859 en Cuatrociénegas, Coahuila y murió el 21 de mayo de 1920 en Tlaxcalantongo, Puebla. En Xicotepec se realizó la autopsia a Venustiano Carranza días después de ser asesinado en Tlaxcalantongo. Su cuerpo permaneció por 3 días en Xicotepec y durante ese tiempo el lugar fue considerado capital de la República Mexicana.[cita requerida] Hoy en día existe un museo en su memoria que se encuentra situado en la Plaza de la Constitución, donde sus reliquias se conservan en un cofre y se exhiben junto con otros objetos de interés. Pueden encontrar mucha historia desde la muerte de un Presidente de México, diferencias entre los grupos revolucionarios, el triunfo constitucional y fotografías de la época, su persecución, su atentando, el cortejo fúnebre, las últimas noticias de su muerte, la despedida de un patriota, la manifestación de la nación, los primeros acusados.

### Centro Ceremonial "La Xochipila"
En el año 1052, los pobladores de Aztlán recibieron la orden de detenerse donde encontraran un águila parada sobre un nopal devorando una serpiente; por la orografía de Xicotepec no es posible encontrar nopales, no obstante los caminantes fundaron en torno a una piedra colosal de más de 13.5 toneladas de peso, el centro ceremonial "La Xochipila"; ubicado a un costado del centro de Xicotepec, entre las calles Porfirio Díaz y Santa Rita. En la actualidad, cada 24 de junio se reúnen magos blancos y oscuros en el lugar, para hacer limpias, curaciones y pedir deseos de paz, prosperidad, entre otros. El Centro Ceremonial, es el único vestigio de la ciudad prehispánica de Xicotepec y desde la época prehispánica, es lugar de peregrinar de muchos grupos indígenas, los cuales acuden a la fiesta de Juan Techachalco. Durante la festividad, Xicotepec es inundado por olores de flores de cempasúchil, incienso, cera fundida y comida, los cuales le dan ese toque de magia y misticismo. La xochipila era un lugar abandonado al pasar el tiempo la gente fue viendo que había algo de cultura hoy en día la gente hace rituales hoy es un lugar muy visitado por mucha gente y por las personas del ayuntamiento hoy le dan un mantenimiento adecuado porque vienen gentes de fueras y siempre le celebran su fiesta cada veinticuatro de junio hoy en día la xochopila es un lugar muy visitado por muchas gente ya es historia. Este santuario indígena se mantuvo pese a las prohibiciones eclesiásticas y se declaró como Patrimonio Cultural del estado de Puebla. Desde el Centro Ceremonial de la Xochipila llega la fiesta a Xicotepec durante la noche más corta. Chamanes, brujos y todas las etnias de Puebla se dan cita para honrar a San Juan Techachalco -el dios Xochipilli- en una gran celebración con danzas y música, con el brillante color de las flores de cempasúchil.